# 3021 Lucubratio
3021 Lucubratio (1967 CB) là một tiểu hành tinh vành đai chính được phát hiện ngày 6 tháng 2 năm 1967 bởi P. Wild ở Zimmerwald.